# Омиш
О́миш (хорв. Omiš, итал. Almissa) — город в Хорватии, в Сплитско-Далматинской жупании. Находится в центральной части побережья Адриатики между городами Сплит (25 км) и Макарска (30 км) в месте впадения в море реки Цетина. Население — 6 462 человека (2011 год).
Через Омиш проходит адриатическая магистраль, город связан регулярным автобусным сообщением с крупнейшими городами Хорватии.

## История
Поселение под именем Онеон существовало на месте Омиша с римских времён. В VII веке вся береговая линия района была заселена славянами, которых называли также неретванами по названию реки Неретвы, впадающей в море южнее Макарски.
Омиш стал одним из самых крупных городов неретван, омишским пиратам вынуждены были платить дань за свободное плавание в здешних водах даже венецианцы. Окружающая область называлась Паганией.
В XV—XVI веках земли вокруг Омиша снова стали ареной борьбы, на этот раз Венеции и Османской империи, в результате которой Омиш был присоединён к Венеции. Сохранила автономию расположенная неподалёку крестьянская республика Полица.
В 1797 г. Омиш, как и вся Хорватия, вошёл в состав владений австрийских Габсбургов.

## Достопримечательности
- Крепость Стари град — остатки городских укреплений на высоком склоне горы над городом. Сохранилась квадратная башня и наполовину разрушенные стены.
- Долина реки Цетина — живописнейший и очень глубокий каньон реки Цетина выше по течению от города. На реке — пороги. Отличное место для водного туризма.

## Города-побратимы
- Рязань, Россия
- Диксмёйде, Бельгия
- Загорье-на-Саве, Словения
- Сан-Феличе-дель-Молизе, Италия
- Непомук, Чехия
- Гавиржов, Чехия
- Бол, Хорватия

## Население
Население города за 2011 год составляет 6462 человека.